# 木村衣里
木村 衣里（きむら えり、1976年11月2日 - ）は、日本の元レースクイーン、グラビアモデル、Vシネマ女優、会社役員。浜松市出身。

## 概要
1996年、マツダの自動車ボンゴ・バンのキャンペーンガールに選出。浅丘瞳、いけだりかとのユニット「ボンゴ・ガール」（BONGO GIRL）として2年間、広報活動を務めた。また、1998年にはヴェルファーレのイメージガールとエイベックスのレースクイーンを務めるなど芸能活動の前半はイメージガール的な仕事を多くこなした。当時は2年連続でレースクイーン人気No.1とされるほどの人気ぶりであったという。
1999年1月、唐突にヘアヌードを披露。写真集を2冊出版したのち、数多くのビデオ映画に立て続けに出演するなど大きく路線転換した。これらの映画はいずれもヌードシーンの多いお色気系の低予算作品だが、ほぼすべてが主役級での出演で大きくフィーチャーされている。2001年頃には一時活動が見られなくなり、1年間のブランクののち2002年に復帰。写真集やビデオ出演など従来路線を踏襲した活動を行ったが、同年中に再び動きがなくなり、そのまま実質的に引退した。

## 傷害致死容疑
2008年2月1日、警視庁捜査第一課により「東京都大田区の自宅マンションで1月26日朝、男性を刺殺した。」として殺人容疑で逮捕された。刺殺された男性とは10年以上前から交際していたが、男性から日常的に暴力を振るわれており、刺殺した当日も暴力を受けたという。検察は木村が背中から1回刺し、刺した後に接着剤で傷口を塞ごうとしていたことや、一貫して殺意を否認したことなどから、証拠上から「殺意」の認定が困難として、罪名を傷害致死容疑に切り替えて起訴した。同年11月11日、東京地裁の初公判で木村は「記憶がなく分からないが、自分の意思で大切な彼を傷つけることは絶対にない」と起訴事実を否認し、無罪を主張したが、検察側より懲役4年を求刑され、懲役2年6月の実刑判決が言い渡された。

## 出演

### ビデオ映画
- 満たされない人妻 昼下がりの秘密（1999年10月18日、片岡修二監督）
- 満たされない人妻 情事の代償（1999年11月19日、片岡修二監督）
- 女刑事涼子 肉体の裁き（2000年1月20日、片岡修二監督） - 主演
- 通貨と金髪（2000年1月22日、望月六郎監督） - 主演（劇場公開作品）
- 女刑事涼子 狙われた肉体（2000年2月18日、片岡修二監督） - 主演
- 女囚 肉体懲罰房（2000年2月22日、神野太監督） - 主演
- 誘う悪女（2000年5月21日、坂本太監督） - 主演
- 闇稼業 詐欺道（2000年6月9日、望月六郎監督） - 主演
- 東京大停電 エレベーターパニック（2000年11月22日、ガイラ監督）
- 令嬢強奪（2002年2月25日、ガイラ監督） - 主演
- 残侠伝説 覇王道（2002年4月26日、望月六郎監督） - 主演
- KUMISO 組葬（2002年11月2日、香月秀之監督） - （劇場公開作品）

### TVドラマ
- 矢沢永吉 成りあがり（2002年、フジテレビ）

### TVバラエティ番組
- アルテミッシュNIGHT（テレビ東京） - 1998年9月5日、1999年2月27日放送分
- トゥナイト2（テレビ朝日）

## グラビア

### ヘアヌード写真集
- ERI（1999年1月、スコラ、撮影：腰塚光晃）ISBN 978-4796205368
- ERHYTHM（1999年7月、テイ・アイ・エス、撮影：渡辺達生）ISBN 978-4886182043
- Sexual Skin（2002年1月、バウハウス、撮影：毛利充裕）ISBN 978-4894616745

### 雑誌掲載
- 週刊プレイボーイ 1998年10月6日号（集英社） - 非ヌード
- スコラ 1999年1月21日号（講談社）
- FRIDAY 1999年2月19日号（講談社）
- カシャッ! 1999年5月号（竹書房）
- 宝島 1999年8月18日号（宝島社）
- FLASH No.622（2000年2月1日、光文社）
- sabra No.13（2000年11月23日、小学館）
- FRIDAY No.948（2002年2月8日、講談社）